# McLaren MP4-26
O MP4-26 foi o modelo da McLaren para a temporada 2011 de Fórmula 1. Condutores: Lewis Hamilton e Jenson Button. O carro deverá ser lançado no dia 4 de fevereiro em Berlim, Alemanha, logo após a primeira sessão de testes da temporada, em Valência. Segundo a Mclaren, o adiamento do lançamento do carro, se deu, para obterem dados a respeito dos novos pneus da marca Pirelli, inseridos para as equipes na temporada atual. O modelo da temporada anterior, MP4-25, foi utilizado na sessão de testes, sendo pilotada por Gary Paffett, Jenson Button e Lewis Hamilton respectivamente.

## Resultados[4]
(legenda) (em negrito indica pole position e itálico volta mais rápida)
| Ano  | Chassi | Motor               | Pneus | N° | Pilotos        | 1   | 2   | 3   | 4   | 5   | 6   | 7   | 8   | 9   | 10  | 11  | 12  | 13  | 14  | 15  | 16  | 17  | 18  | 19  | Pontos | Posição |  |
| ---- | ------ | ------------------- | ----- | -- | -------------- | --- | --- | --- | --- | --- | --- | --- | --- | --- | --- | --- | --- | --- | --- | --- | --- | --- | --- | --- | ------ | ------- |  |
|      |        |                     |       |    |                |     |     |     |     |     |     |     |     |     |     |     |     |     |     |     |     |     |     |     |        |         |  |
|      |        |                     |       |    |                | AUS | MAL | CHN | TUR | ESP | MON | CAN | EUR | GBR | GER | HUN | BEL | ITA | SIN | JPN | KOR | IND | ABD | BRA |        |         |  |
| 2011 | MP4-26 | Mercedes FO 108Y V8 | P     | 3  | Lewis Hamilton | 2   | 8   | 1   | 4   | 2   | 6   | Ret | 4   | 4   | 1   | 4   | Ret | 4   | 5   | 5   | 2   | 7   | 1   | Ret | 497    | 2º      |  |
| 2011 | MP4-26 | Mercedes FO 108Y V8 | P     | 4  | Jenson Button  | 6   | 2   | 4   | 6   | 3   | 3   | 1   | 6   | Ret | Ret | 1   | 3   | 2   | 2   | 1   | 4   | 2   | 3   | 3   | 497    | 2º      |  |